# Región de Southland
Southland (en maorí: Murihiku) es el nombre de la región más meridional de Nueva Zelanda, situada en la isla Sur. 

## Historia
Desde 1861 hasta 1870 la provincia de Southland fue una provincia de Nueva Zelanda, pasando más tarde a unirse con Otago tras diversos problemas financieros.

## Estructura

### Asentamientos
La región tiene una sola ciudad: Invercargill. Southland abarca un área de 28.681 kilómetros cuadrados. El censo de 2001 arrojó una población de 91.002 personas, 6.096 menos que en el censo de 1996, convirtiéndola en la región con menos densidad de población del país. 

### Representación
Southland está dividida en dos electorados parlamentarios, y es representada en el Parlamento de Nueva Zelanda por Bill English (Clutha-Southland) y Eric Roy (Invercargill). Ambos son miembros del partido Partido Nacional de Nueva Zelanda, actualmente en la oposición.